# Fajardo (Fajardo)
Fajardo es un pueblo ubicado en el municipio de Fajardo del estado libre asociado de Puerto Rico. En el Censo de 2010 tenía una población de 13.709 habitantes y una densidad poblacional de 1.639,74 personas por km².

## Geografía
Fajardo se encuentra ubicado en las coordenadas 18°19′45″N 65°38′57″O / 18.32917, -65.64917. Según la Oficina del Censo de los Estados Unidos, Fajardo tiene una superficie total de 8.36 km², de la cual 7.35 km² corresponden a tierra firme y (12.14%) 1.02 km² es agua.

## Demografía
Según el censo de 2010, había 13.709 personas residiendo en Fajardo. La densidad de población era de 1.639,74 hab./km². De los 13.709 habitantes, Fajardo estaba compuesto por el 60.3% blancos, el 19.75% eran afroamericanos, el 0.99% eran amerindios, el 0.23% eran asiáticos, el 0.02% eran isleños del Pacífico, el 11.11% eran de otras razas y el 7.61% pertenecían a dos o más razas. Del total de la población el 98.31% eran hispanos o latinos de cualquier raza.